# Maeda Yūgure
Maeda Yūgure (前田 夕暮), nom véritable : Maeda Hirozō (前田 洋造), également écrit  前田 洋三; (27 juillet 1883 à Minayana (ja), aujourd'hui Hadano, préfecture de Kanagawa - 20 avril 1951) est un poète japonais. Son fils ainé, Maeda Tōru (1914-1984), est aussi poète et compositeur de tanka.
Originaire de la préfecture de Kanagawa, il fréquente l'école Naka-gun qu'il quitte sans diplôme. Avec Bokusui Wakayama, il intègre le groupe artistique Shazensō-sha créé par Saishū Onoe. Sa collection de tanka « Shūkaku » paru en 1910 le désigne, avec Bokuisi Wakayama, comme un important représentant de l'école naturaliste japonaise. En 1932 paraît son recueil de poèmes Suigen chitai (水源地帯).
Avec Hakushū Kitahara, il fonde la revue Nikkō puis plus tard, les magazines littéraires Shika (詩歌) et Chijō Junrei.

## Source de la traduction
- (de) Cet article est partiellement ou en totalité issu de l’article de Wikipédia en allemand intitulé « Maeda Yūgure » (voir la liste des auteurs).
- Notices d'autorité :   - VIAF
  - ISNI
  - IdRef
  - LCCN
  - GND
  - Japon
  - CiNii
  - Pays-Bas
  - Israël
  - WorldCat